# Stručná historie času
Stručná historie času (anglicky A Brief History of Time) je populárně vědecká kniha, jejímž autorem je britský kosmolog Stephen Hawking. Poprvé byla vydána roku 1988 a velmi rychle se stala bestsellerem. Do roku 2008 bylo prodáno přes 10 miliónů výtisků ve více než 30 jazycích.
Předmluvu k původnímu vydání knihy napsal americký astrofyzik Carl Sagan; v pozdějších vydáních ji napsal sám Hawking.
V knize autor laickému čtenáři vysvětluje široké spektrum kosmologických témat včetně teorie velkého třesku, černých děr, světelných kuželů a teorie superstrun. Kromě pojednání o těchto tématech se autor snaží také vysvětlit část složité matematiky.
Autor poznamenává, že jej vydavatel varoval, že po každé rovnici v knize by ve čtení pokračovala pouze polovina čtenářů, a proto obsahuje pouze jedinou rovnici: E=mc².